# ليكس تشيشولم
ليكس تشيشولم هو لاعب هوكي جليد كندي، ولد في 1 أبريل 1915، وتوفي في 6 أغسطس 1981.

## وصلات خارجية
- ليكس تشيشولم على موقع دوري الهوكي الوطني (الإنجليزية)
- ليكس تشيشولم على موقع EliteProspects.com (الإنجليزية)
- ليكس تشيشولم على موقع HockeyDB.com (الإنجليزية)
- ليكس تشيشولم على موقع Hockey-Reference.com (الإنجليزية)